# Martina Kisková
Martina Kisková (* 27. června 1975 Banská Bystrica), rozená Živorová, je manželka bývalého slovenského prezidenta Andreje Kisky. V letech 2014–2019 byla první dámou Slovenska.

## Životopis
Narodila se v Banské Bystrici. Po maturitě na gymnáziu vystudovala ekonomickou fakultu zdejší Univerzity Mateja Bela. Za Andreje Kisku se provdala v roce 2001.
Po jeho zvolení prezidentem Slovenské republiky v roce 2014 avizovala, že chce zůstat v pozadí a věnovat se rodině. S manželem má tři děti: Veroniku (* 2005), Viktora (* 2009) a Martina (* 2017).  Na veřejnosti se neukazuje a manžela nedoprovází na služební cesty, někdy ji nahrazuje manželka ministra zahraničních věcí Miroslava Lajčáka.